# Vuelta a Andalucía 2012
La 58ª edición de la Vuelta a Andalucía (oficialmente: Vuelta a Andalucía-Ruta Ciclista Del Sol) se disputó entre el 19 y el 23 de febrero de 2012 con un recorrido de 635,4 km repartidos en un prólogo y 4 etapas, con inicio en San Fernando (Cádiz) y final en La Guardia de Jaén.
La prueba perteneció al UCI Europe Tour 2011-2012 de los Circuitos Continentales UCI, dentro de la categoría 2.1. A destacar que fue de las pocas carreras españolas por etapas pertenecientes a dicho circuito, junto a la Vuelta a León 2012 y la Vuelta a Burgos 2012, que mantuvo sus 5 días de competición tras reducirse el número de etapas e incluso desaparecer muchas de ellas en los últimos años.
Participaron 16 equipos. Los 2 equipos españoles de categoría UCI ProTeam (Euskaltel-Euskadi y Movistar Team); y los 2 de categoría Profesional Continental (Caja Rural y Andalucía). En cuanto a representación extranjera, estuvieron 12 equipos: los ProTeam del RadioShack-Nissan, Lotto Belisol, Rabobank Cycling Team, Vacansoleil-DCM Pro Cycling Team y Katusha Team; los Profesionales Continentales del Team NetApp, Team SpiderTech powered by C10, Saur-Sojasun, Project 1t4i y Accent Jobs-Willems Veranda´s; y el Continental alemán del Team NSP-Ghost. Formando así un pelotón de 112 ciclistas, con 7 corredores cada equipo, de los que acabaron 108.
El ganador final fue Alejandro Valverde (quien además se hizo con la etapa reina, la clasificación por puntos, la clasificación de la combinada y la clasificación del primer español). Le acompañaron en el podio Rein Taaramäe y Jérôme Coppel, respectivamente.
En el resto de clasificaciones secundarias se impusieron Luis Ángel Maté (montaña y metas volantes), RadioShack-Nissan (equipos) y Javier Moreno (primer andaluz).

## Etapas
| Etapa   | Fecha         | Recorrido                        | km      | Ganador              | Líder              |
| ------- | ------------- | -------------------------------- | ------- | -------------------- | ------------------ |
| Prólogo | 19 de febrero | San Fernando-San Fernando        | 6 (CRI) | Patrick Gretsch      | Patrick Gretsch    |
| 1ª      | 20 de febrero | Zahara de los Atunes-Benalmádena | 194,6   | Javier Ramírez Abeja | Patrick Gretsch    |
| 2ª      | 21 de febrero | Málaga-Lucena                    | 131,7   | Alejandro Valverde   | Alejandro Valverde |
| 3ª      | 22 de febrero | Montemayor-Las Gabias            | 157,5   | Óscar Freire         | Alejandro Valverde |
| 4ª      | 23 de febrero | Jaén-La Guardia de Jaén          | 145,6   | Daniel Moreno        | Alejandro Valverde |

## Clasificaciones finales

### Clasificación general
| Posición | Ciclista           | Equipo                      | Tiempo      |
| -------- | ------------------ | --------------------------- | ----------- |
|          | Alejandro Valverde | Movistar                    | 16h 08' 49" |
| 2        | Rein Taaramäe      | Cofidis, le Crédit en Ligne | + 3"        |
| 3        | Jérôme Coppel      | Saur-Sojasun                | + 8"        |
| 4        | Denis Menchov      | Katusha                     | + 14"       |
| 5        | Serguéi Lagutín    | Vacansoleil-DCM             | + 15"       |
| 6        | Tom Dumoulin       | Project 1t4i                | + 18"       |
| 7        | Fränk Schleck      | RadioShack-Nissan           | + 22"       |
| 8        | Haimar Zubeldia    | RadioShack-Nissan           | + 26"       |
| 9        | Maxime Monfort     | RadioShack-Nissan           | + 27"       |
| 10       | Wilco Kelderman    | Rabobank                    | + 28"       |

### Clasificación por puntos
| Posición | Ciclista           | Equipo                      | Puntos |
| -------- | ------------------ | --------------------------- | ------ |
|          | Alejandro Valverde | Movistar                    | 45     |
| 2        | Óscar Freire       | Katusha                     | 39     |
| 3        | Michael Matthews   | Rabobank                    | 39     |
| 4        | Rein Taaramäe      | Cofidis, le Crédit en Ligne | 32     |
| 5        | Serguéi Lagutín    | Vacansoleil-DCM             | 32     |

### Clasificación de la montaña
| Posición | Ciclista           | Equipo                      | Puntos |
| -------- | ------------------ | --------------------------- | ------ |
|          | Luis Ángel Maté    | Cofidis, le Crédit en Ligne | 21     |
| 2        | Mickaël Buffaz     | Cofidis, le Crédit en Ligne | 19     |
| 3        | Alejandro Valverde | Movistar                    | 12     |
| 4        | Jesús Rosendo      | Andalucía                   | 12     |
| 5        | Denis Menchov      | Katusha                     | 10     |

### Clasificación de las metas volantes
| Posición | Ciclista        | Equipo                      | Puntos |
| -------- | --------------- | --------------------------- | ------ |
|          | Luis Ángel Maté | Cofidis, le Crédit en Ligne | 7      |
| 2        | Yuri Trofimov   | Katusha                     | 4      |
| 3        | David Le Lay    | Saur-Sojasun                | 3      |
| 4        | Mickaël Buffaz  | Cofidis, le Crédit en Ligne | 3      |
| 5        | Jorge Azanza    | Euskaltel-Euskadi           | 3      |

### Clasificación por equipos
| Posición | Equipo            | Tiempo      |
| -------- | ----------------- | ----------- |
|          | RadioShack-Nissan | 48h 27' 10" |
| 2        | Rabobank          | + 24"       |
| 3        | Katusha           | + 37"       |
| 4        | Saur-Sojasun      | + 1' 02"    |
| 5        | Euskaltel-Euskadi | + 1' 23"    |

### Clasificación de la combinada
| Posición | Ciclista           | Equipo                      | Puntos |
| -------- | ------------------ | --------------------------- | ------ |
| 1        | Alejandro Valverde | Movistar                    | 5      |
| 2        | Rein Taaramäe      | Cofidis, le Crédit en Ligne | 12     |
| 3        | Denis Menchov      | Katusha                     | 15     |
| 4        | Serguéi Lagutín    | Vacansoleil-DCM             | 17     |
| 5        | Fränk Schleck      | RadioShack-Nissan           | 38     |

### Primer andaluz
| Posición | Ciclista        | Equipo                      | Tiempo      |
| -------- | --------------- | --------------------------- | ----------- |
| 1        | Javier Moreno   | Movistar                    | 16h 10' 04" |
| 2        | Luis Ángel Maté | Cofidis, le Crédit en Ligne | + 1' 54"    |
| 3        | Antonio Piedra  | Caja Rural                  | + 3' 01"    |

### Primer español
| Posición | Ciclista           | Equipo            | Tiempo      |
| -------- | ------------------ | ----------------- | ----------- |
| 1        | Alejandro Valverde | Movistar          | 16h 08' 49" |
| 2        | Haimar Zubeldia    | RadioShack-Nissan | + 26"       |
| 3        | Adrián Palomares   | Andalucía         | + 31"       |

## Evolución de las clasificaciones
| Etapa (Vencedor)                | Clasificación general | Clasificación por puntos | Clasificación de la montaña | Clasificación de las metas volantes | Clasificación de la combinada | Clasificación por equipos | Primer andaluz | Primer español     |
| ------------------------------- | --------------------- | ------------------------ | --------------------------- | ----------------------------------- | ----------------------------- | ------------------------- | -------------- | ------------------ |
| Prólogo (CRI) (Patrick Gretsch) | Patrick Gretsch       | Patrick Gretsch          | no se entregó               | no se entregó                       | Patrick Gretsch               | RadioShack-Nissan         | Pablo Lechuga  | Markel Irizar      |
| Etapa 1 (Javier Ramírez Abeja)  | Patrick Gretsch       | Patrick Gretsch          | Luis Ángel Maté             | Luis Ángel Maté                     | Luis Ángel Maté               | Andalucía                 | Javier Moreno  | Markel Irizar      |
| Etapa 2 (Alejandro Valverde)    | Alejandro Valverde    | Alejandro Valverde       | Mickaël Buffaz              | Luis Ángel Maté                     | Alejandro Valverde            | RadioShack-Nissan         | Javier Moreno  | Alejandro Valverde |
| Etapa 3 (Óscar Freire)          | Alejandro Valverde    | Óscar Freire             | Mickaël Buffaz              | Luis Ángel Maté                     | Alejandro Valverde            | RadioShack-Nissan         | Javier Moreno  | Alejandro Valverde |
| Etapa 4 (Daniel Moreno)         | Alejandro Valverde    | Alejandro Valverde       | Luis Ángel Maté             | Luis Ángel Maté                     | Alejandro Valverde            | RadioShack-Nissan         | Javier Moreno  | Alejandro Valverde |
| Final                           | Alejandro Valverde    | Alejandro Valverde       | Luis Ángel Maté             | Luis Ángel Maté                     | Alejandro Valverde            | RadioShack-Nissan         | Javier Moreno  | Alejandro Valverde |